# Ryszard Konieczny
Ryszard Jerzy Konieczny – polski inżynier, dr hab. nauk rolniczych, profesor nadzwyczajny Instytutu Chemii i Technologii Żywności Wydziału Inżynierii Produkcji Uniwersytetu Ekonomicznego we Wrocławiu i Instytutu Technologicznego i Przyrodniczego.

## Życiorys
21 lutego 2003 obronił pracę doktorską Wpływ energii jednostkowej aeracji pulweryzacyjnej na nasycenie tlenem wód otwartych, 3 lipca 2014 habilitował się na podstawie pracy zatytułowanej Wpływ wybranych parametrów technicznych i technologicznych na wydajność aeratora pulweryzacyjnego. Został zatrudniony na stanowisku adiunkta w Instytucie Melioracji i Użytków Zielonych, niedługo później przekształconym w Instytut Technologiczno-Przyrodniczy.
Pełnił funkcję profesora nadzwyczajnego Instytutu Chemii i Technologii Żywności Wydziału Inżynierii Produkcji Uniwersytetu Ekonomicznego we Wrocławiu i Instytutu Technologicznego i Przyrodniczego.